# Kvašťov (Chyšky)
Kvašťov je malá vesnice, část obce Chyšky v okrese Písek v Jihočeském kraji. Nachází se asi 1,5 kilometru jihovýchodně od Chyšek. Kvašťov leží v katastrálním území Květuš o výměře 4,11 km².

## Historie
První písemná zmínka o vesnici pochází z roku 1395.

## Obyvatelstvo
| Rok            | 1869 | 1880 | 1890 | 1900 | 1910 | 1921 | 1930 | 1950 | 1961 | 1970 | 1980 | 1991 | 2001 | 2011 | 2021 |
| -------------- | ---- | ---- | ---- | ---- | ---- | ---- | ---- | ---- | ---- | ---- | ---- | ---- | ---- | ---- | ---- |
| Počet obyvatel | 112  | 104  | 100  | 97   | 93   | 84   | 87   | 55   | 53   | 44   | 18   | 7    | 5    | 8    | 16   |
| Počet domů     | 12   | 11   | 16   | 15   | 15   | 15   | 16   | 14   | 13   | 11   | 9    | 5    | 16   | 17   | 17   |

## Obecní správa
Při sčítání lidu v letech 1850–1975 Kvašťov byl osadou obce Nosetín, se kterým patřil nejprve do okresu Sedlčany, ale v roce 1950 v okrese Milevsko a od roku 1960 v okrese Písek. Od 1. ledna 1976 je částí obce Chyšky v okrese Písek.

## Pamětihodnosti
- Kamenná zvonice s obrázkem svaté Terezie se nachází v středu vesnice. Zvonice nese dataci 1895.
- V terase nedaleko od zvonice se nachází kamenný kříž s datací 1873.
- Drobný křížek je u cesty do vesnice.
- Další drobný kříž se nalézá na vrchu těsně před vsí.

## Galerie

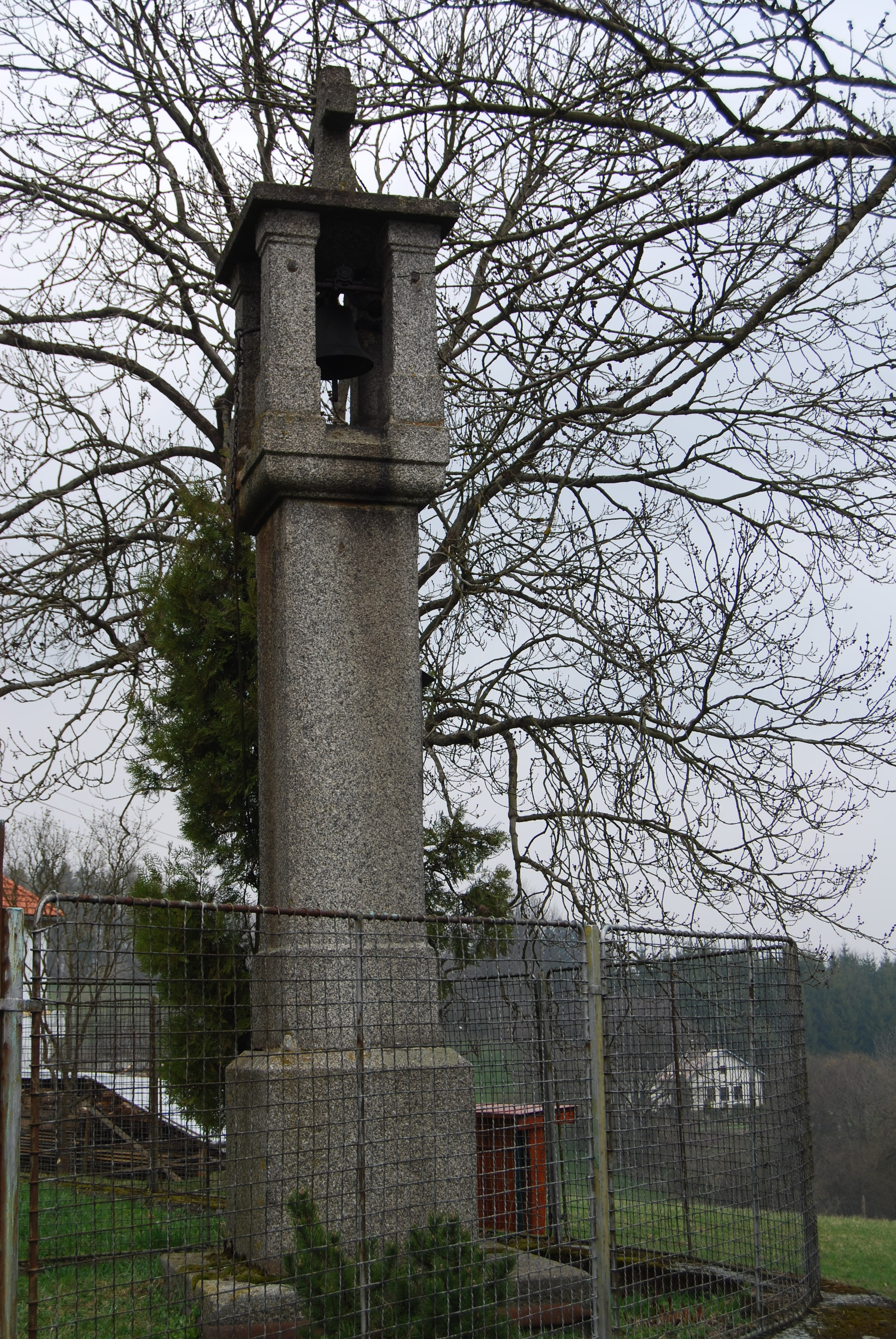
Zvonice ve vsi z roku 1895
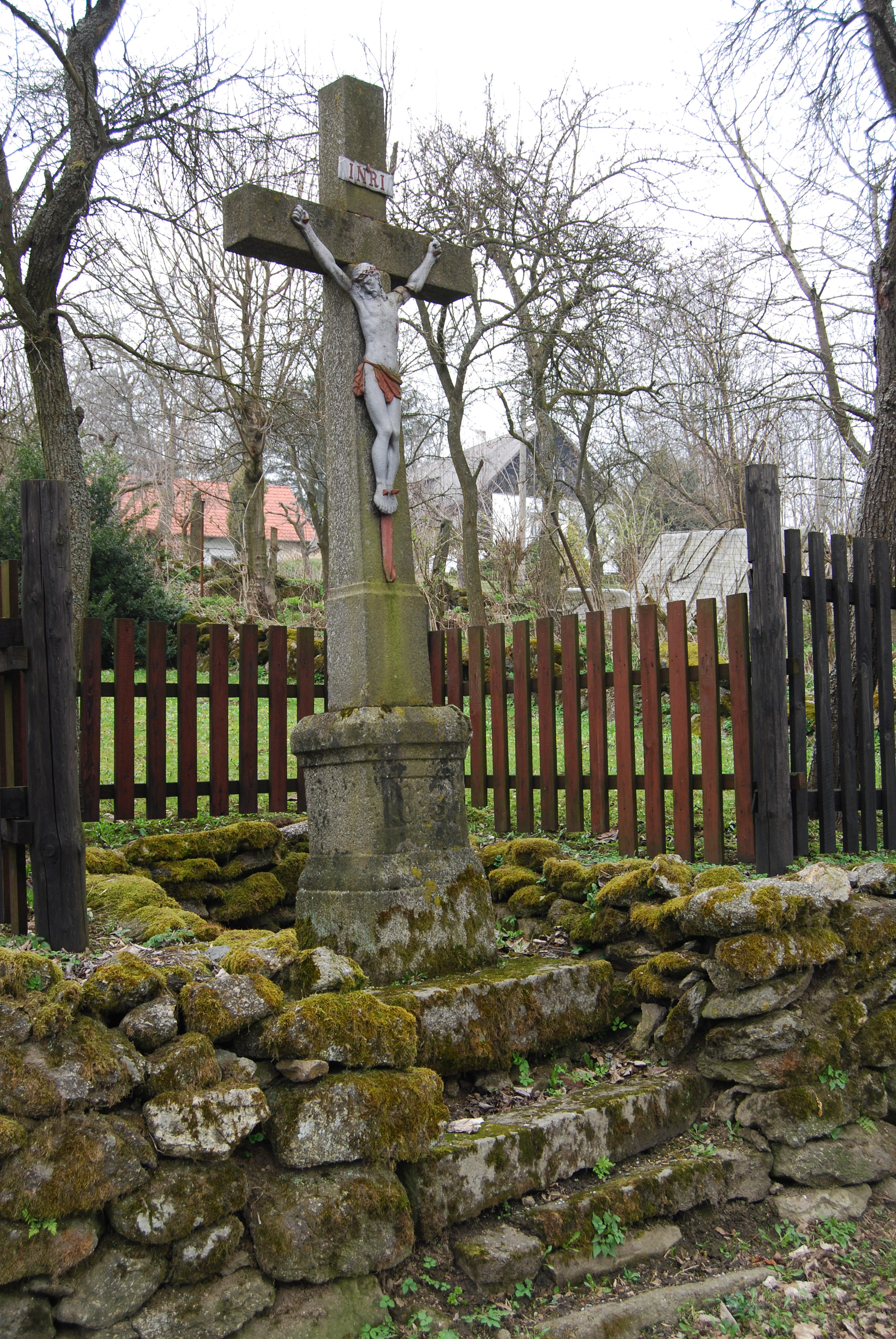
Kříž v terase přímo ve vsi z roku 1873
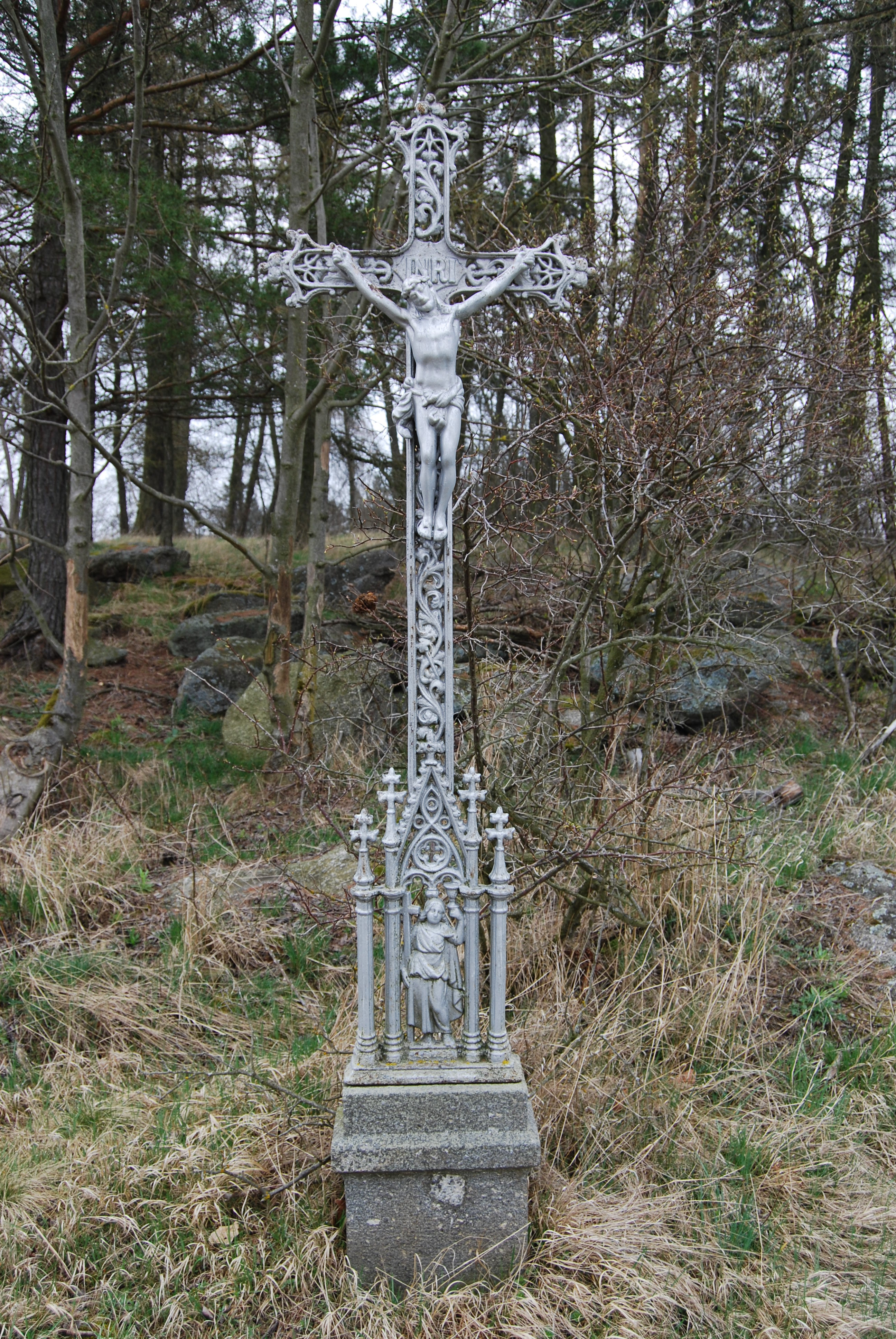
Křížek těsně před vesnicí